# شهرداری کوچوموئلا
شهرداری کوچوموئلا (به اسپانیایی: Cuchumuela Municipality) یک شهرداری در بولیوی است که در استان پوناتا واقع شده‌است. شهرداری کوچوموئلا ۱٬۹۴۲ نفر جمعیت دارد.